# So.cl
So.cl (від англ. social — соціальний) — соціальна мережа та соціальна пошукова система що управляється Microsoft FUSE Labs.

## Структура
So.cl виглядає схожим на Google+ і запозичує поняття з Facebook, Twitter і Pinterest. Він займає нішову роль і призначений для розширення, а не заміни цих сервісів.
Для реєстрації та входу достатньо Windows Live ID або обліковий запис на Facebook.
В сайт інтегровані пошукові функції за допомогою Bing API. Пошукові запити є відкритими за замовчуванням і можуть бути позначеними як приватні.
Користувачі можуть слідкувати за іншими користувачами або за категоріями інтересів.

## Історія
So.cl запущений в грудні 2011 року і був першим доступним в рамках партнерства для студентів з університету Вашингтона, Syracuse University і New York University. В той час як проект не виходив з експериментального режиму, відкрито для всіх користувачів 20 травня 2012 року.